# Đại An, Vĩnh Long
Đại An là một xã thuộc tỉnh Vĩnh Long, Việt Nam.

## Địa lý
Xã Đại An có vị trí địa lý:
- Phía đông giáp xã Đôn Châu.
- Phía tây giáp thành phố Cần Thơ, ranh giới là sông Hậu.
- Phía bắc giáp xã Hàm Giang.
- Phía nam giáp xã Long Vĩnh.

Xã Đại An có diện tích 32,32 km², dân số năm 2025 là 22.672 người, mật độ dân số đạt 701 người/km².
Xã có tuyến quốc lộ 53 chạy trên địa bàn, bên cạnh đó một phần của xã cũng giáp với kênh Quan Chánh Bố ở phía đông.
Đất đai xã Đại An mang đặc điểm địa hình rõ nét của vùng đồng bằng ven biển, địa hình xã có nhiều giồng cát hình cánh cung song song với bờ biển, có cao trình cao trên 2m. Cao trình bình quân phổ biến từ 0,4m đến 0,8m so với mặt nước biển.

## Hành chính
Xã Đại An được chia thành 8 ấp: Chợ, Cây Da, Mé Rạch B, Mé Rạch E, Trà Kha, Giồng Đình, Giồng Lớn A, Xà Lôn.

## Lịch sử
Sau năm 1991, Đại An là một xã thuộc huyện Trà Cú.
Ngày 2 tháng 3 năm 1998, Chính phủ Việt Nam ban hành Nghị định số 13/1998/NĐ-CP về việc thành lập xã Định An thuộc huyện Trà Cú trên cơ sở 1.696,51 ha diện tích tự nhiên và 6.848 nhân khẩu của xã Đại An.
Sau khi điều chỉnh địa giới hành chính, xã Đại An có 1.630,08 ha diện tích tự nhiên và 8.709 nhân khẩu.
Ngày 16 tháng 6 năm 2025, Ủy ban Thường vụ Quốc hội ban hành Nghị quyết số 1687/NQ-UBTVQH15 về việc sắp xếp các đơn vị hành chính cấp xã của tỉnh Vĩnh Long năm 2025. Theo đó, sắp xếp toàn bộ diện tích tự nhiên, quy mô dân số của thị trấn Định An và các xã Đại An, Định An thành xã mới có tên gọi là xã Đại An.
Sau khi sáp nhập, xã Đại An có 32,32 km² diện tích tự nhiên và dân số 22.672 người.